# Koalitionskriege

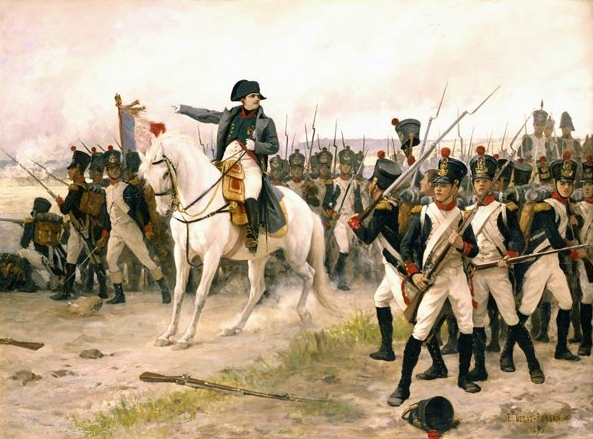
Napoleon bei der Schlacht bei Friedland, Édouard Debat-Ponsan, 1875

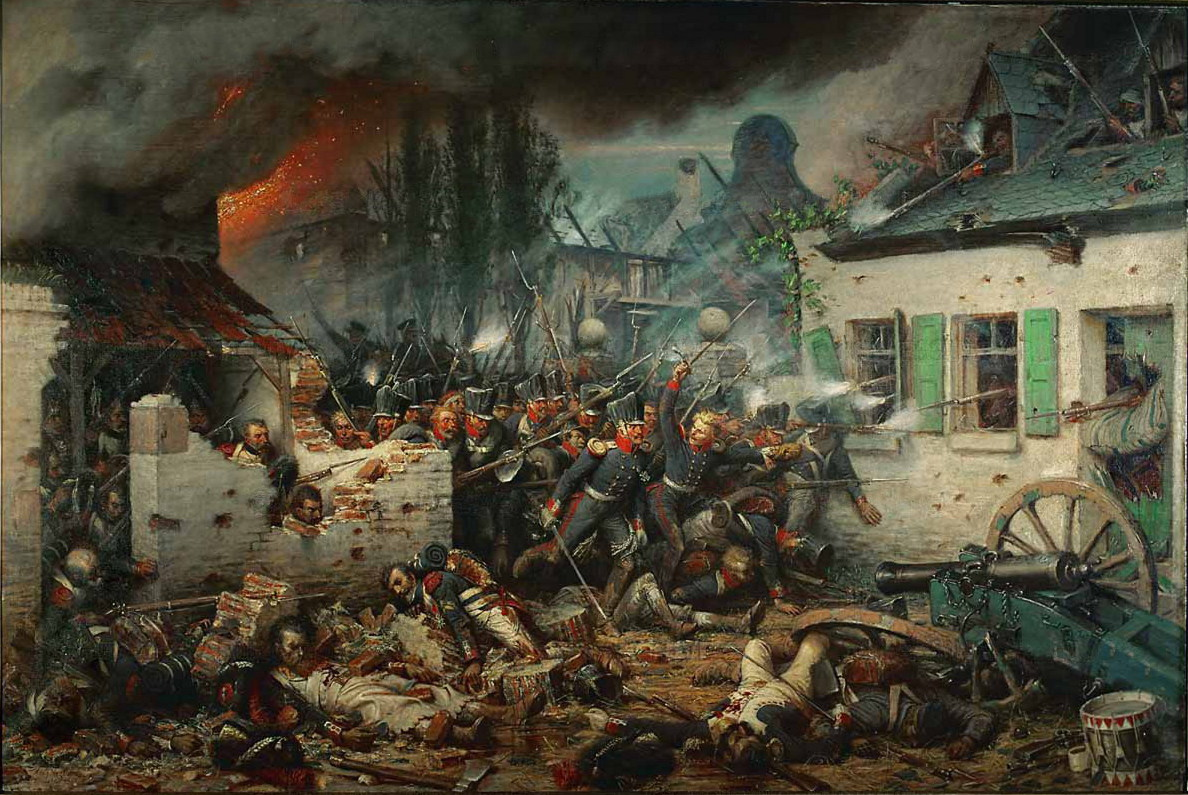
Die Preußen erstürmen Plancenoit, Adolph Northen, 1864

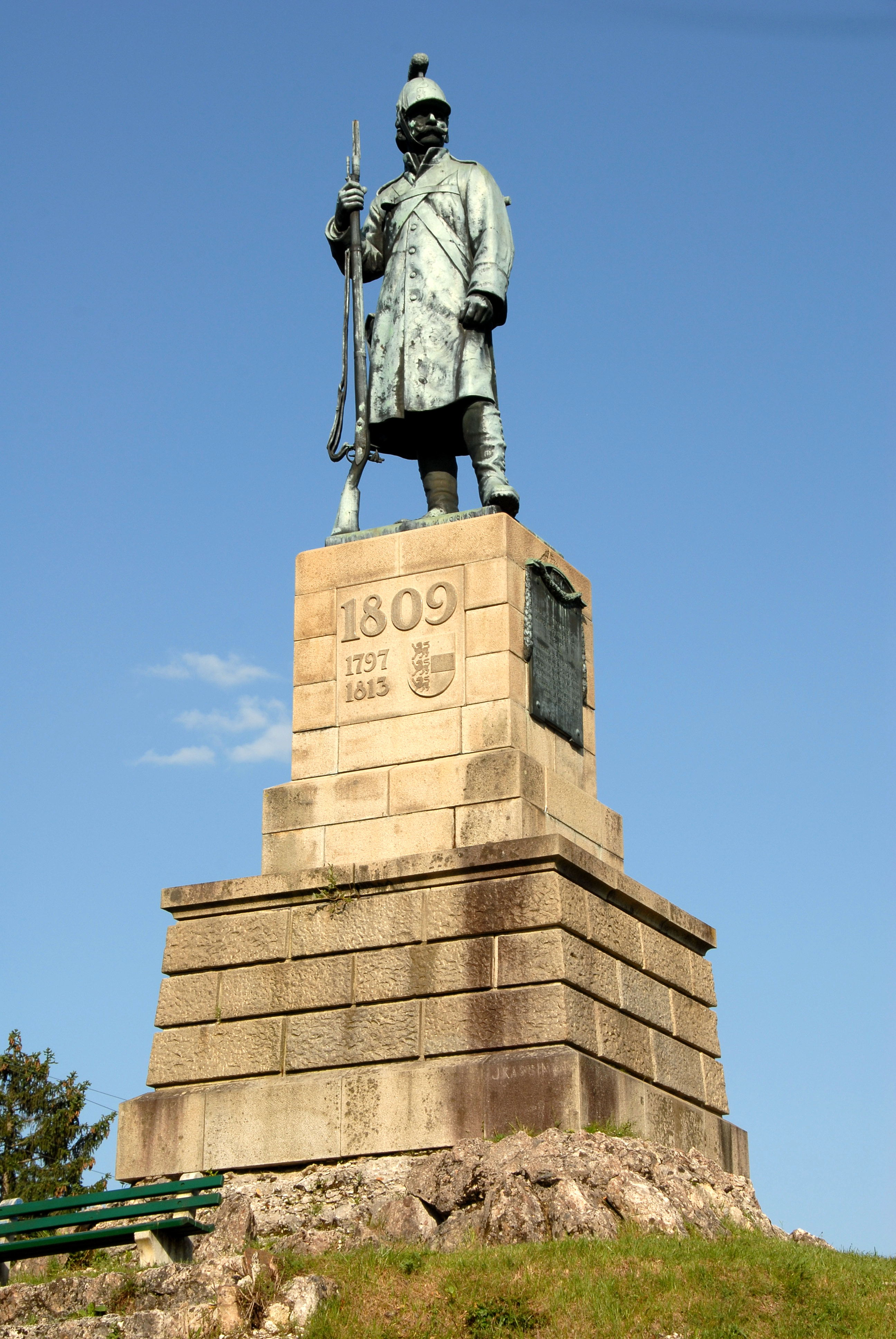
Denkmal zu Ehren der Gefallenen auf Kärntner Boden 1797 – 1809 – 1813, Tarvisio-Boscoverde, Josef Valentin Kassin, 1909

Als Koalitionskriege (unter Ausschluss des ersten Koalitionskrieges auch Napoleonische Kriege genannt) werden die von 1792 bis 1815 dauernden kriegerischen Auseinandersetzungen zwischen Frankreich und seinen europäischen Machtrivalen bezeichnet. Sie bilden eine Serie von Konflikten, die ursprünglich durch die Französische Revolution hervorgerufen wurden. Wechselnde Bündnisse (Koalitionen) europäischer Mächte führten auf verschiedenen Schauplätzen mehrere (teils ineinander übergehende) Kriege gegen die Französische Republik beziehungsweise das Kaiserreich Napoleon Bonapartes und dessen Verbündete. Französische Truppen hielten in dieser Zeit einige Gegenden dauerhaft besetzt (Napoleonische Besetzung).
Mit den Koalitionskriegen war die Zeit der Kabinettskriege beendet.

## Einteilung
Die Kriege lassen sich begrifflich in folgender Weise einteilen:
- die Revolutionskriege (1792–1802): erste und zweite Koalition;
- die Napoleonischen Kriege (1800–1814), zu denen der Russlandfeldzug 1812 und die Befreiungskriege (1813–1815) gezählt werden können: zweite bis sechste Koalition;
- die Kriegsereignisse um die Herrschaft der Hundert Tage nach Napoleons Rückkehr aus der Verbannung (1815): siebte Koalition.

In DDR-Geschichtsbüchern wurden gelegentlich auch über Napoleons Machtübernahme (1799, offizielles Ende der Revolution) und das mit seiner Kaiserkrönung verbundene Ende der Ersten Französischen Republik hinaus jene Kriege bis zur Katastrophe Preußens weiterhin als Revolutionskriege bezeichnet (somit bis zur vierten Koalition), da die revolutionären Errungenschaften der französischen Fremdherrschaft noch bis zum Frieden von Tilsit 1807 überwogen hätten. Mit dem Widerstand der Spanier hätten demnach 1808 die Befreiungskriege begonnen.

## Die erste Koalition
1792

Porrentruy – Marquain – Quiévrain – Verdun – Thionville – Valmy – Lille – Mainz (1792) – Jemappes
1793

Aldenhoven I – Namur – Neerwinden – Mainz (1793) – Famars – Valenciennes (1793) – Arlon (1793) – Hondschoote – Meribel – Avesnes-le-Sec – Pirmasens – Toulon – Fontenay-le-Comte – Cholet – Lucon – Trouillas – Dünkirchen – Le Quesnoy – Menin I – Wattignies – Weißenburg I – Biesingen – Kaiserslautern I – Weißenburg II
1794

Boulou – Landrecis – Menin II – Mouscron – Martinique – Guadeloupe – Tourcoing – Tournai – Kaiserslautern II – San-Lorenzo de la Muga – 13. Prairial – Fleurus – Kaiserslautern III – Vosges – Aldenhoven II
1795

Cornwallis’ Rückzug – Genua – Groix – Hyeres – Handschuhsheim – Mainz (1795) – Mannheim – Loano
1796

Montenotte – Millesimo – Dego – Mondovì – Lodi – Borghetto – Castiglione – Mantua – Siegburg – Altenkirchen – Wetzlar – Kircheib – Kehl – Kalteiche – Friedberg  – Malsch – Neresheim – Sulzbach – Deining – Amberg – Würzburg – Neufundland – Rovereto – Bassano – Limburg – Biberach I – Emmendingen – Schliengen – Caldiero – Arcole – Irland
1797

Fall von Kehl – Rivoli (1797) – St. Vincent – Diersheim – Santa Cruz – Neuwied – Camperduin

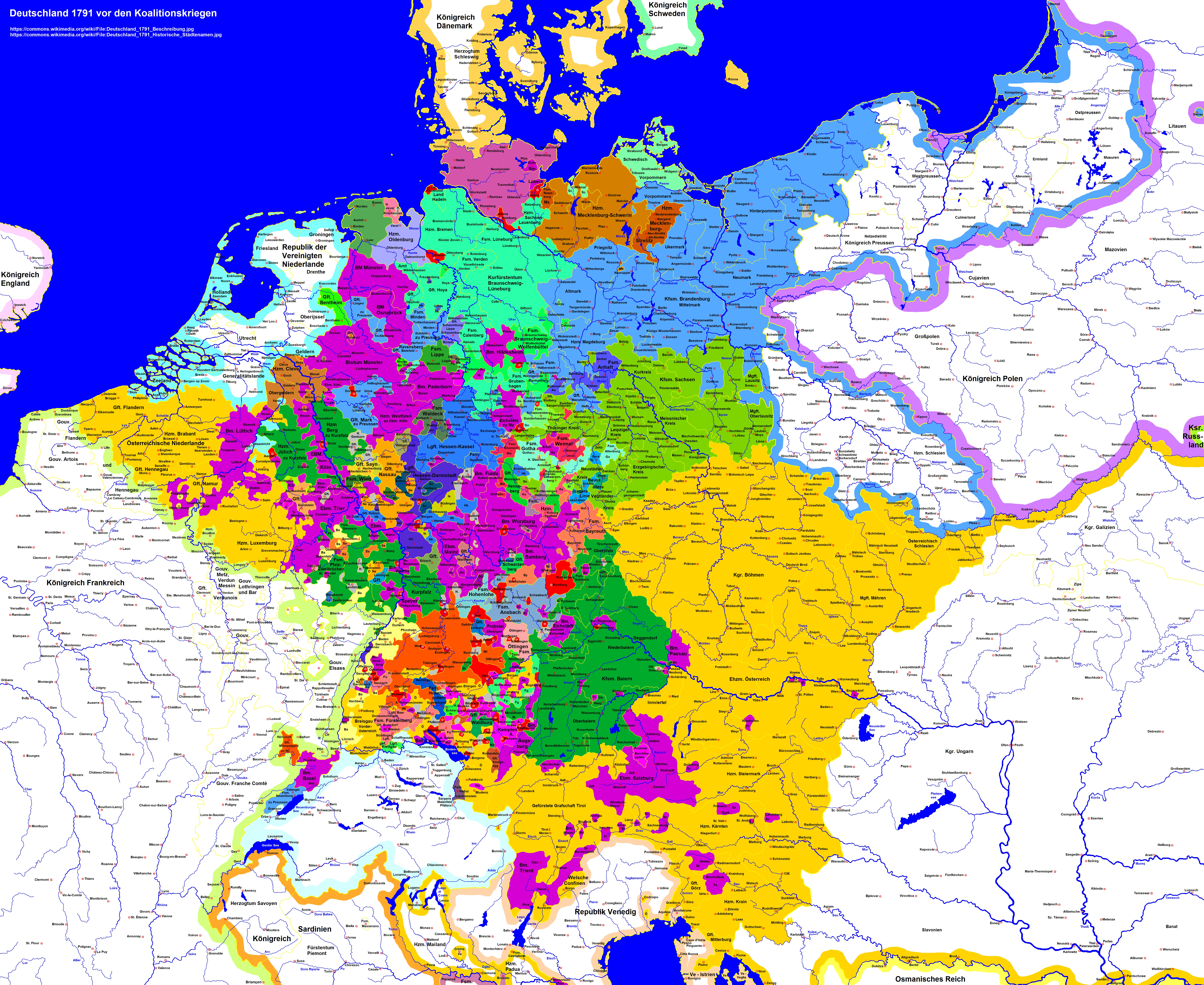
Deutschland 1791 vor den Koalitionskriegen

Die erste Koalition (1792–1797) europäischer Mächte wollte versuchen, die Französische Revolution und ihre Auswirkungen einzudämmen oder gar ganz rückgängig zu machen. Allerdings begann Frankreich den Krieg mit der Kriegserklärung vom 20. April 1792.
Die Koalition begann 1791 mit der Pillnitzer Deklaration, in der sich Österreich und Preußen zu einem gemeinsamen Vorgehen gegen das revolutionäre Frankreich entschlossen. Der Koalition schlossen sich nacheinander weitere wichtige Mächte Europas an: erst das Königreich Sardinien-Piemont, nach der Hinrichtung des französischen Königs Ludwig XVI. auch das Königreich Großbritannien, Spanien und das Königreich Neapel. Die Niederlande erhielten wegen ihrer Unterstützung für Großbritannien 1793 eine französische Kriegserklärung.
Frankreich beantwortete die Bedrohungen von außen mit den Mitteln der Levée en masse, Terror im Inneren und neuen, durch die Umwälzungen in der Armee entstandenen Techniken und Taktiken. Die Kriegsführung der Franzosen war größtenteils erfolgreich. Es gelang ihnen, ihre Gegner nach und nach mittels Friedensverträgen aus dem Krieg auszuschließen: Im Mai 1795 ging die aus den inzwischen französisch besetzten Niederlanden entstandene Batavische Republik ein Bündnis mit Frankreich ein; im Frühjahr 1795 schlossen Preußen und Spanien mit Frankreich den Frieden von Basel; 1796 wurde Sardinien-Piemont während des Italienfeldzuges durch Napoleon Bonaparte zum Frieden gezwungen.
Am 17. Oktober 1797 beendete der Frieden von Campo Formio zwischen Frankreich und dem militärisch geschlagenen Österreich den Ersten Koalitionskrieg. Das linke Rheinufer wurde von Frankreich annektiert. Großbritannien verblieb als einzige europäische Macht mit Frankreich im Kriegszustand. Zu dem für den Rastatter Kongress vorgesehenen Friedensschluss mit dem römisch-deutschen Reich kam es aufgrund des Ausbruchs des Zweiten Koalitionskriegs nicht mehr.

## Die zweite Koalition
Ostrach – Feldkirch – Stockach I – Verona – Magnano – Cassano d’Adda – Bassignana – Paradies – Frauenfeld – Winterthur – Zürich I – Trebbia – Mantua – Novi – Döttingen – Vlieter – Bergen – Gotthard – Dietikon – Zürich II – Schänis – Muotatal – Näfels – Egmont – Castricum – Genola – Wiesloch – Genua – Rheinklingen – Büsingen – Engen – Stockach II –  Meßkirch – Biberach II – Montebello – Marengo – Höchstädt – Oberhausen – Brión – Hohenlinden – Walserfeld – Pozzolo – Kopenhagen – Algeciras I – Algeciras II

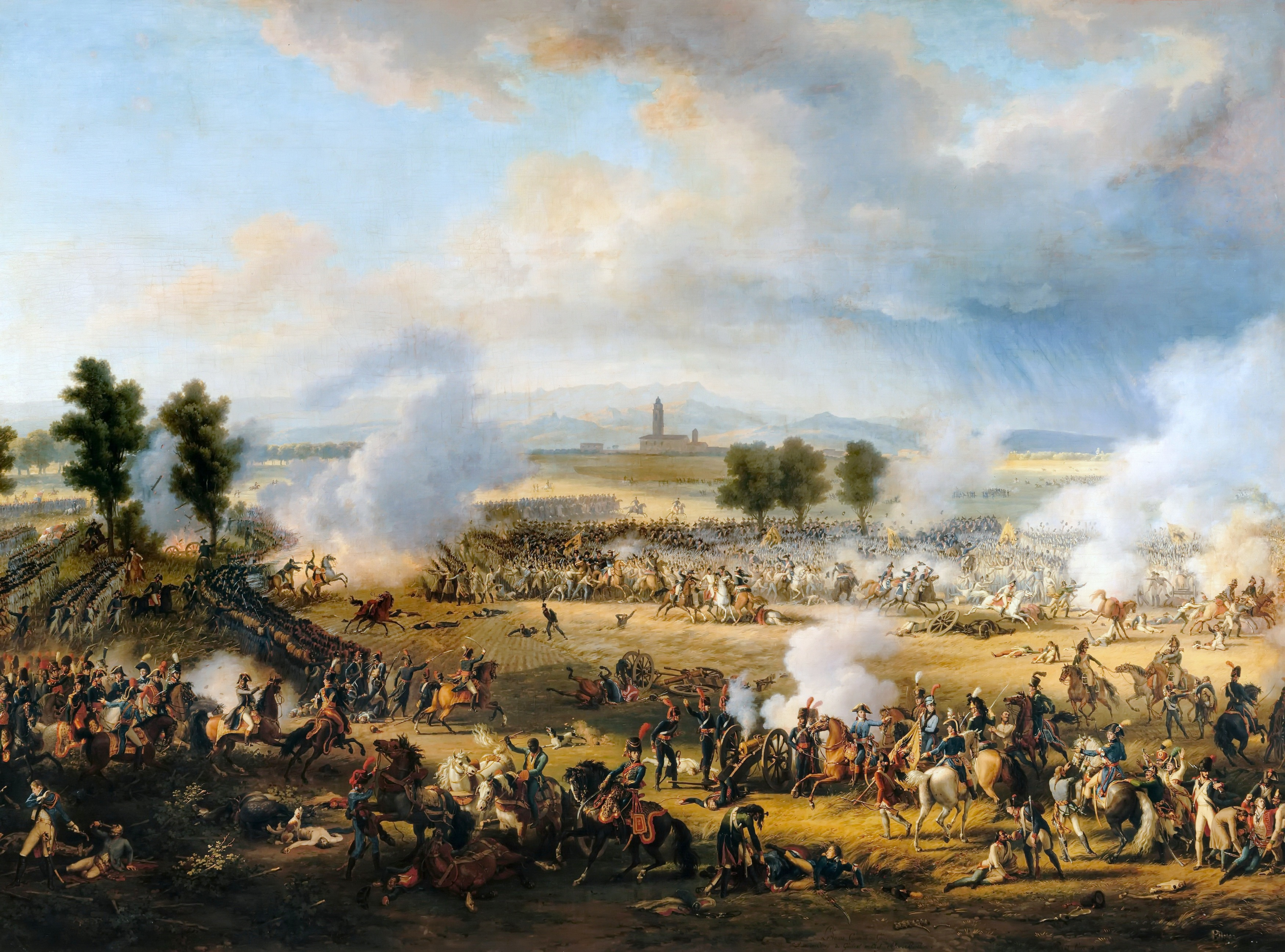
Louis-François Lejeune, Bataille de Marengo, 1802

Die zweite Koalition (1799–1802) aus Großbritannien, Österreich, Russland, dem Osmanischen Reich, Portugal, Neapel und dem Kirchenstaat gegen Frankreich scheiterte ebenso. Preußen unter seinem neuen König Friedrich Wilhelm III. blieb in diesem Konflikt neutral. Napoleon beherrschte Frankreich seit seiner Rückkehr von der Ägyptischen Expedition 1799. Während Napoleon in Ägypten gegen Briten und Osmanen gekämpft hatte, waren mehrere Schlachten in der Schweiz (Besetzung Zürichs) und in Italien von der Koalition gewonnen worden, die französischen Tochterrepubliken in Italien und der Schweiz standen vor dem Zusammenbruch. Russland zog sich jedoch bald darauf aus der Koalition zurück und kehrte zur bewaffneten Neutralität zurück; die britischen Handlungsmöglichkeiten waren aufgebraucht oder noch in Ägypten gebunden. Die Österreicher standen dem zurückgekehrten Napoleon bei der Schlacht bei Marengo am 14. Juni 1800 und Moreau bei der Schlacht von Hohenlinden am 3. Dezember allein gegenüber und unterlagen empfindlich; am 9. Februar 1801 wurde der Friede von Lunéville zwischen Frankreich und Österreich sowie dem Reich geschlossen.
Der Friede von Amiens (1802) brachte auch für die Briten das Ende der zweiten Koalition, derweil die Kampfhandlungen zwischen Frankreich und dem Vereinigten Königreich bereits am 18. Mai 1803 wieder aufgenommen wurden: Statt die Wiederherstellung der französischen Monarchie herbeizuführen, stand nun der Kampf gegen Napoleon im Vordergrund.
Der französische Senat verkündete die Verfassung für das von Napoleon Bonaparte angestrebte Kaiserreich Frankreich am 18. Mai 1804. Der neue Monarch krönte sich am 2. Dezember 1804 in der Kirche Notre-Dame de Paris zum Kaiser der Franzosen.

## Die dritte Koalition
Kap Finisterre – Wertingen – Günzburg – Haslach-Jungingen – Elchingen – Ulm – Trafalgar – Caldiero – Mehrbach – Lambach – Bodenbühl – Steyr – Amstetten – Mariazell – St. Pölten – Kap Ortegal – Dürnstein – Schöngrabern – Wischau (Vyškov) – Austerlitz – San Domingo

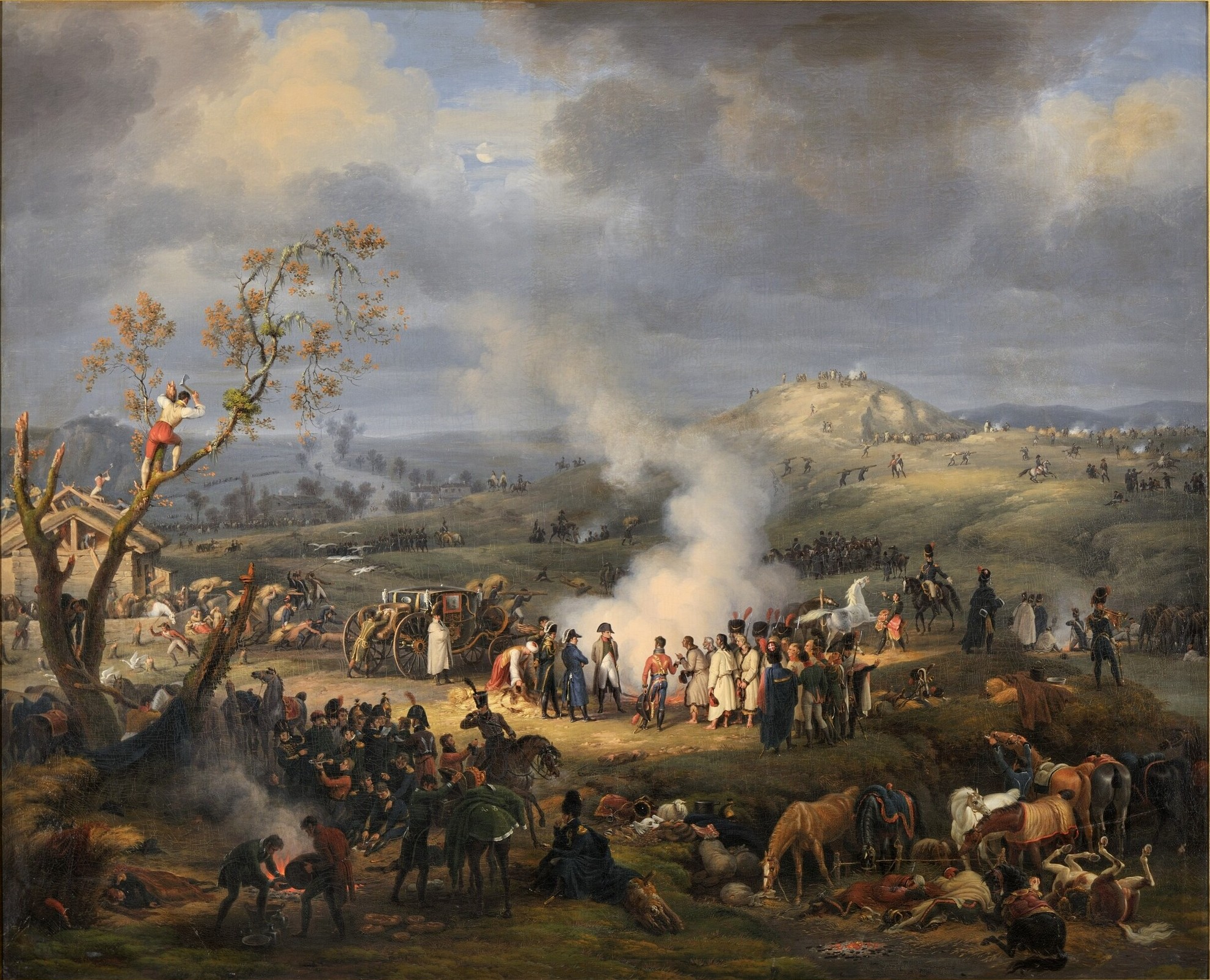
Louis-François Lejeune, La bataille d’Austerlitz, 1808

Die dritte Koalition gegen Frankreich (aus Österreich, dem erweiterten Großbritannien, Russland und Schweden) bestand ab 1805. Auf französischer Seite wurde der Plan entwickelt, in England einzumarschieren. Invasionstruppen von 150.000 Mann wurden bei Boulogne versammelt. Pierre de Villeneuve führte die vereinigte französisch-spanische Flotte nach Cádiz und verließ den Ort mit seiner Flotte dann Richtung Neapel am 19. Oktober. Bei der Schlacht von Trafalgar am 21. Oktober wurde er von Horatio Nelson vernichtend geschlagen und gefangen genommen. Großbritannien sicherte sich damit die nahezu uneingeschränkte Seeherrschaft, die es bis zum Ende der Koalitionskriege auch nicht mehr verlor.
Am 11. April 1805 hatten Großbritannien und Russland einen Vertrag unterzeichnet, um die Niederlande und die Schweiz zu befreien. Schweden schloss sich dem Bündnis an. Österreich trat am 9. August dieser Allianz bei, nachdem Genua annektiert worden und Napoleon zum König Italiens ausgerufen worden war. Das Königreich Neapel unterstützte das antinapoleonische Bündnis, während Preußen neutral bleiben wollte.
Im August verlangte Frankreich von Österreich, seine Garnisonen aus Tirol und Venetien abzuziehen, was der Kaiser in Wien am 27. August ablehnte. Napoleon Bonaparte ging Bündnisse mit Spanien und süddeutschen Herrschern ein (mit Bayern den Vertrag von Bogenhausen am 25. August, mit Baden am 5. September den Vertrag von Baden-Baden, mit Württemberg den Vertrag von Ludwigsburg am 5. Oktober). Die französische Armee zog im späten August von Boulogne nach Deutschland und überquerte mit der Hauptarmee am 25. September den Rhein.
Am 8. September 1805 waren unterdessen österreichische Truppen unter Karl Mack von Leiberich in Bayern eingedrungen, die den Auftrag hatten, an die Iller vorzustoßen und Ulm zu befestigen. Frankreich erklärte am 23. September Österreich den Krieg. Bei mehreren Gefechten (z. B. Schlacht von Elchingen) im Großraum von Ulm (8.–20. Oktober) besiegten die Franzosen 70.000 Österreicher. Die französische Armee rückte auf Wien vor. Die Schlacht von Austerlitz (die sogenannte Dreikaiserschlacht) am 2. Dezember brachte erneut eine schwere Niederlage für die vereinigte russische und österreichische Armee. Den Verlierern wurde der Pressburger Frieden auferlegt.

## Die vierte Koalition
Schleiz – Saalfeld – Jena und Auerstedt – Lübeck – Großpolen – Czarnowo – Golymin – Pułtusk – Dirschau –  Allenstein – Preußisch Eylau – Ostrolenka – Stolp – Danzig – Kolberg – Guttstadt – Heilsberg – Friedland

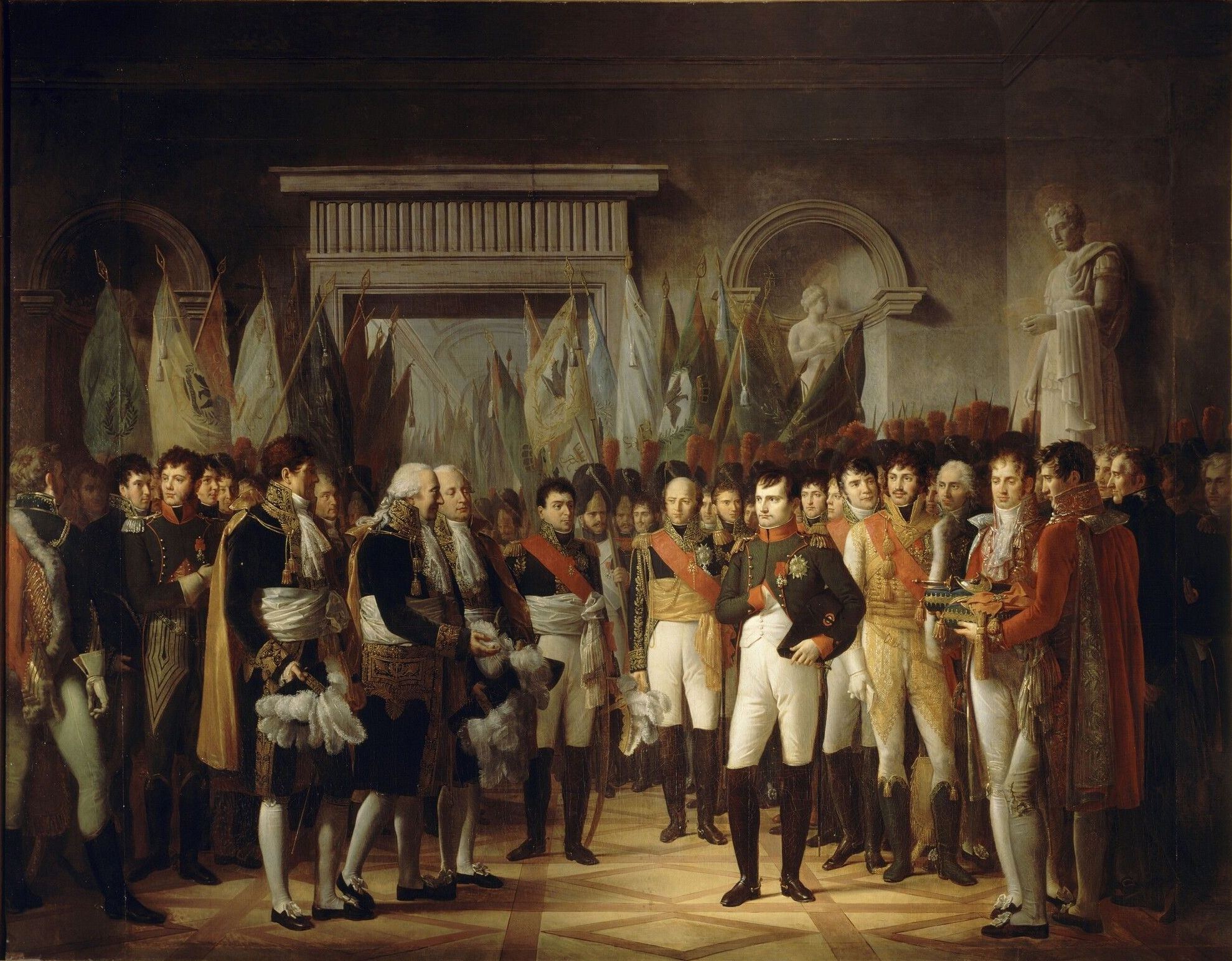
Napoleon empfängt Abgeordnete des französischen Senats im Berliner Stadtschloss, 19. November 1806, Gemälde von René Théodore Berthon

Die vierte Koalition aus Preußen und Russland, später um Großbritannien und Schweden erweitert, bestand von 1806 bis 1807. Nach dem Ende des Dritten Koalitionskrieges befand sich Frankreich weiterhin im Krieg mit Großbritannien und Russland. Um die Briten für einen Frieden zu gewinnen, bot Napoleon ihnen die Rückkehr des erst kurz zuvor im Vertrag von Schönbrunn an Preußen abgetretenen Kurhannover an. Zudem hatten im Juli 1806 sechzehn deutsche Staaten auf Initiative Napoleons den Rheinbund gegründet, der den Austritt aus dem Heiligen Römischen Reich und eine Konföderation mit Frankreich beinhaltete. Das Heilige Römische Reich wurde nach einem französischen Ultimatum formell am 6. August 1806 durch die Verzichtserklärung von Kaiser Franz II. aufgelöst. Preußen fühlte sich durch diese Entwicklungen brüskiert und beschloss, auch ohne greifbare Unterstützung – das verbündete Russland war noch nicht wieder kriegsbereit – gegen Frankreich Krieg zu führen. Dem Ultimatum an Frankreich, seine Truppen hinter den Rhein zurückzuziehen, folgte am 9. Oktober 1806 die Kriegserklärung. Napoleon hatte dies vorausgesehen und eine starke Armee an der Grenze Bayerns zu Thüringen versammelt.
Die norddeutschen Staaten und die Hansestädte verhielten sich neutral. Nur das Kurfürstentum Sachsen und das Herzogtum Sachsen-Weimar schlossen sich Preußen an. Preußen erklärte allein den Krieg. Das führte in der Schlacht bei Jena und Auerstedt am 14. Oktober 1806 zu einer schweren Niederlage Preußens. Am 27. Oktober hielt Napoleon Einzug in Berlin, während der preußische König Friedrich Wilhelm III. samt Hof und Familie nach Ostpreußen unterwegs war. Sachsen löste im Dezember sein Bündnis mit Preußen und trat, bei gleichzeitiger Erhebung zum Königreich, dem Rheinbund bei. Seine Truppen, wie auch die Sachsen-Weimars, kämpften im Frühjahr 1807 gegen Preußen.
Zum Jahresende 1806 griffen russische Truppen in den Krieg ein. Nach einigen unbedeutenden Gefechten (Schlacht von Pultusk) und dem überaus harten Wintereinbruch standen die Truppen sich im südlichen Ostpreußen gegenüber. Die vom preußischen Staat bei der Zweiten und Dritten Teilung Polens gewonnenen Gebiete waren nach dem Großpolnischen Aufstand im November 1806 abgefallen. Dort konstituierte sich, von Napoleon angestoßen, ein neues Staatsgebilde mit eigenen Militärverbänden, die 1807 unter französischem Kommando in die Kämpfe gegen Preußen eingriffen.
Nach der unentschiedenen Schlacht bei Preußisch Eylau (7. und 8. Februar 1807) kam es am 26. April 1807 zum Vertrag von Bartenstein, in dem sich Preußen und Russland verpflichteten, auf Gedeih und Verderb bis zum Sieg über Napoleon zusammenzuhalten. Kurz darauf traten das Vereinigte Königreich und Schweden dem Vertrag bei. Nachdem Napoleon am 14. Juni die Schlacht bei Friedland gewonnen hatte, begann die russische Seite am 19. Juni ohne Einbeziehung Preußens mit Waffenstillstandsverhandlungen. Am 7. Juli 1807 schlossen Zar Alexander I. und Napoleon den Frieden von Tilsit, in dem sich ein Bündnis gegen Großbritannien abzeichnete. Der am 9. Juli 1807 zwischen Frankreich und Preußen geschlossene Friedensvertrag war ein Diktatfrieden. Preußen verlor die Hälfte seines Territoriums, musste die daraus hervorgehenden französischen Satellitenstaaten, darunter das Herzogtum Warschau, anerkennen und blieb zunächst größtenteils französisch besetzt. Die Niederlage hatte in Preußen grundlegende Modernisierungen zur Folge, die Preußischen Reformen.
Im Frieden von Tilsit war Russland der Kontinentalsperre beigetreten, die Napoleon im Berliner Dekret vom 21. November 1806 über Großbritannien verhängt hatte. Großbritannien sah seine Seeherrschaft durch ein mögliches französisch-russisch-dänisches Bündnis gefährdet, entsandte eine Armee nach Seeland und erzwang Anfang September 1807 durch ein Bombardement Kopenhagens die Auslieferung der dänischen Flotte. Der Erfurter Kongress 1808 führte zu der Einigung zwischen Napoleon und Zar Alexander I. dahingehend, dass Russland Druck auf Schweden ausübte, sich dem Kontinentalsystem anzuschließen. Dies führte zum Russisch-Schwedischen Krieg von 1808 bis 1809 und der Teilung Schwedens am Bottnischen Meerbusen. Der östliche Teil wurde das russische Großfürstentum Finnland.
Auch britische humanitäre Hilfe vermochte nicht, Schweden auf seiner antinapoleonischen Linie zu halten.

## Der Krieg auf der Iberischen Halbinsel
Bailén –  Roliça –Vimeiro – Saragossa (1808) – Burgos (Gamonal) – Medina de Rioseco – Espinosa –  Tudela – Somosierra – Saragossa (1809) – La Coruña – Torres Vedras – Valls – Braga – Oporto – María – Talavera – Ocaña – Gerona – Ciudad Rodrigo (1810) – Buçaco – Gévora – Barrosa – Badajoz (1811) – Fuentes de Oñoro – La Albuera – Tarragona (1811) – Sagunt (Murviedro) – Ciudad Rodrigo (1812) – Badajoz (1812) –  Majadahonda – Salamanca – García Hernández –  Venta del Pozo – Vitoria – 
Sorauren – San Sebastián – Bidassoa

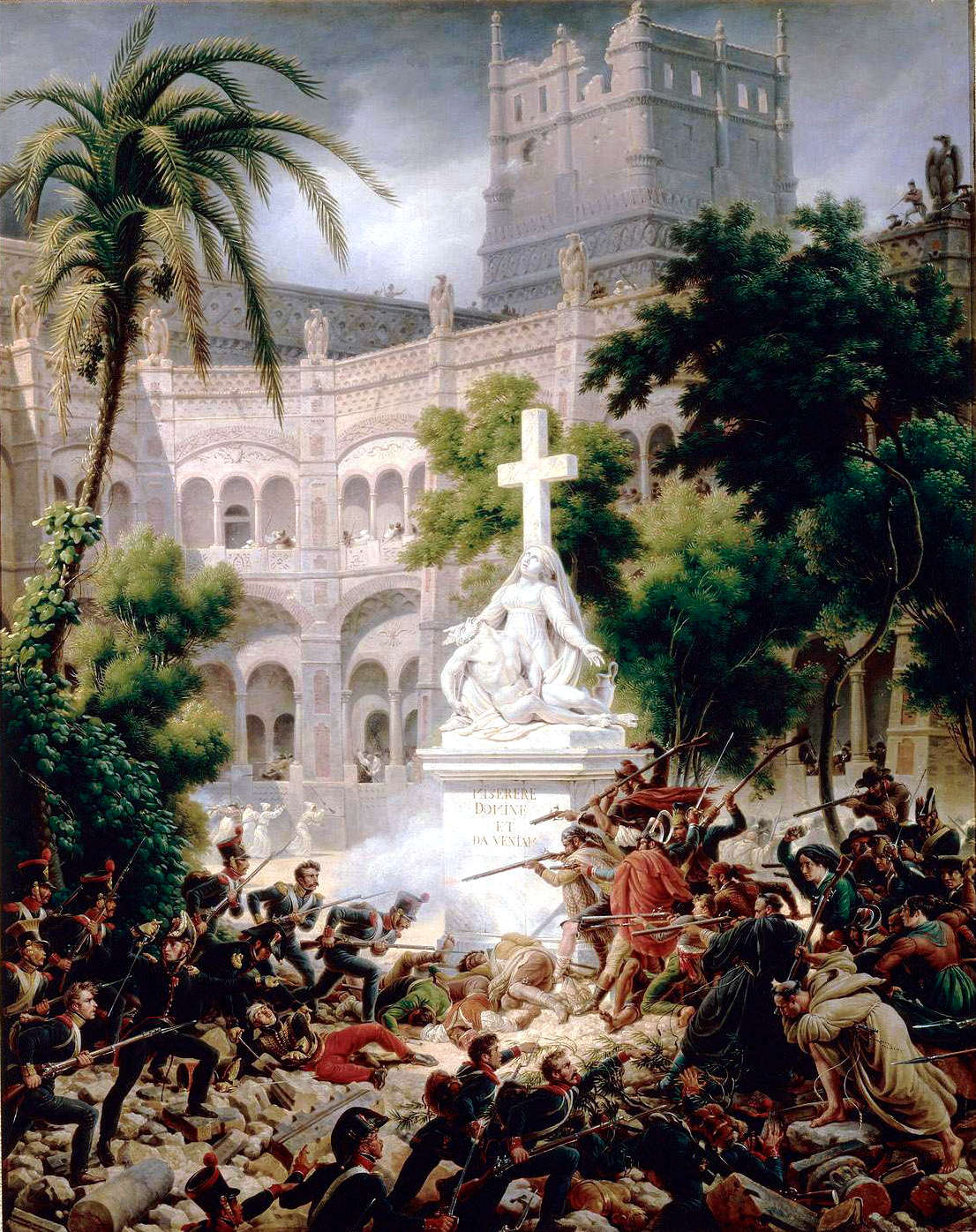
Belagerung des Klosters Santa Engracia, Saragossa, 8. Februar 1809 (Gemälde von Louis-François Lejeune)

Mit der französischen Expedition nach Portugal Ende 1807, mit der das Land zur Beteiligung an der Handelsblockade gegen Großbritannien gezwungen werden sollte, begannen die kriegerischen Auseinandersetzungen auf dem iberischen Kriegsschauplatz. Im Mai 1808 brach in Spanien ein Volksaufstand gegen die Franzosen aus. Die Erhebung von Joseph Bonaparte zum König von Spanien im Juli 1808 durch Napoleon löste einen Guerillakrieg aus.
Ab August 1808 operierte ein britisches Expeditionskorps unter der Führung von Wellington in Portugal und Spanien und unterstützte die portugiesischen und spanischen Kräfte im Kampf gegen die französischen Besatzungstruppen und ihre Verbündeten. Sowohl auf französischer wie auch auf britischer Seite (King’s German Legion) waren deutsche Kontingente vertreten. Die Auseinandersetzungen dauerten bis 1813/14 an.
Der Spanienkrieg, der auch als Spanischer Unabhängigkeitskrieg bezeichnet wird, gilt als der erste „Befreiungskrieg“ gegen Napoleons Vorherrschaft in Europa. Er übte eine nicht zu unterschätzende psychologische Wirkung auf die Bevölkerungen der übrigen Gebiete aus, die bei seinem Ausbruch zum französischen Machtbereich gehörten.

## Die fünfte Koalition
Sacile – Teugn-Hausen – Weichselfeldzug – Raszyn – Abensberg – Landshut – Eggmühl – Regensburg – Neumarkt – Ebelsberg – Piave – Aspern – Sankt Michael – Stralsund – Bergisel – Raab/Győr – Graz – Wagram – Korneuburg – Stockerau – Gefrees – Hollabrunn (Schöngrabern) – Znaim – Walcheren – Schlacht an der Baskischen Reede
Die fünfte Koalition gegen Frankreich bestand 1809 zwischen Großbritannien und Österreich. Während Frankreich mit den Truppen seiner Satellitenstaaten sich der Niederschlagung des Volkskrieges in Spanien (s. o.) widmete, eröffnete Österreich den Krieg am 9. April 1809. Ziel war die Beseitigung der Vorherrschaft Napoleons in Europa. Österreich wollte seinen Krieg als Befreiungsaktion nach spanischem Vorbild verstanden wissen und hoffte auf die Entstehung einer Volksbewegung, die Napoleon zum Rückzug aus Deutschland zwingen sollte. Hauptkriegsschauplatz war daher zunächst Süddeutschland. Zeitgleich fanden Offensiven gegen das Königreich Italien und gegen das Herzogtum Warschau statt. Nebenkriegsschauplätze waren die dalmatinische Küste, Franken und Sachsen. Neben dem Tiroler Volksaufstand, bei dem Tirol vom Frühjahr bis zum Herbst 1809 gegen die bayerisch-französische Besatzung verteidigt wurde, kam es in Norddeutschland zu vereinzelten Aufständen sowie zu Freischarenzügen Schills und des Herzogs von Braunschweig-Lüneburg. Einen Einfluss auf den Kriegsverlauf hatten letztere Ereignisse jedoch nicht.
Nach der verlorenen Schlacht von Abensberg und der Schlacht bei Eggmühl und den unglücklichen Kämpfen bei Regensburg hatte sich die Armee des Erzherzogs Karl nach Böhmen zurückgezogen und die Franzosen rückten am 13. Mai in Wien ein. Sie standen mit etwa 90.000 Mann auf dem rechten Ufer der Donau. Am linken Ufer stand, nach seinem Rückzug nach Böhmen an die Donau zurückgekehrt, Erzherzog Karl mit seiner Armee. In der folgenden Schlacht bei Aspern konnte dieser die Franzosen am weiteren Vormarsch hindern. Der österreichische Sieg bei Aspern wurde auch durch den Widerstand der österreichischen Verteidiger in Malborgeth und am Predil-Pass ermöglicht, die ein schnelles Vorrücken der Truppen von Vizekönig Eugen Beauharnais verhinderten. Die nachfolgende Schlacht bei Raab (Győr) und die endgültige Niederlage der Österreicher in der Schlacht bei Wagram führten im Juli zum Znaimer Waffenstillstand. Zwei Wochen später begann eine britische Armee ohne Kenntnis vom Waffenstillstand die Walcheren-Expedition, die wegen offensichtlicher Aussichtslosigkeit nach Anfangserfolgen im Spätherbst beendet wurde. Am 14. Oktober 1809 schlossen Österreich und Frankreich den Frieden von Schönbrunn.

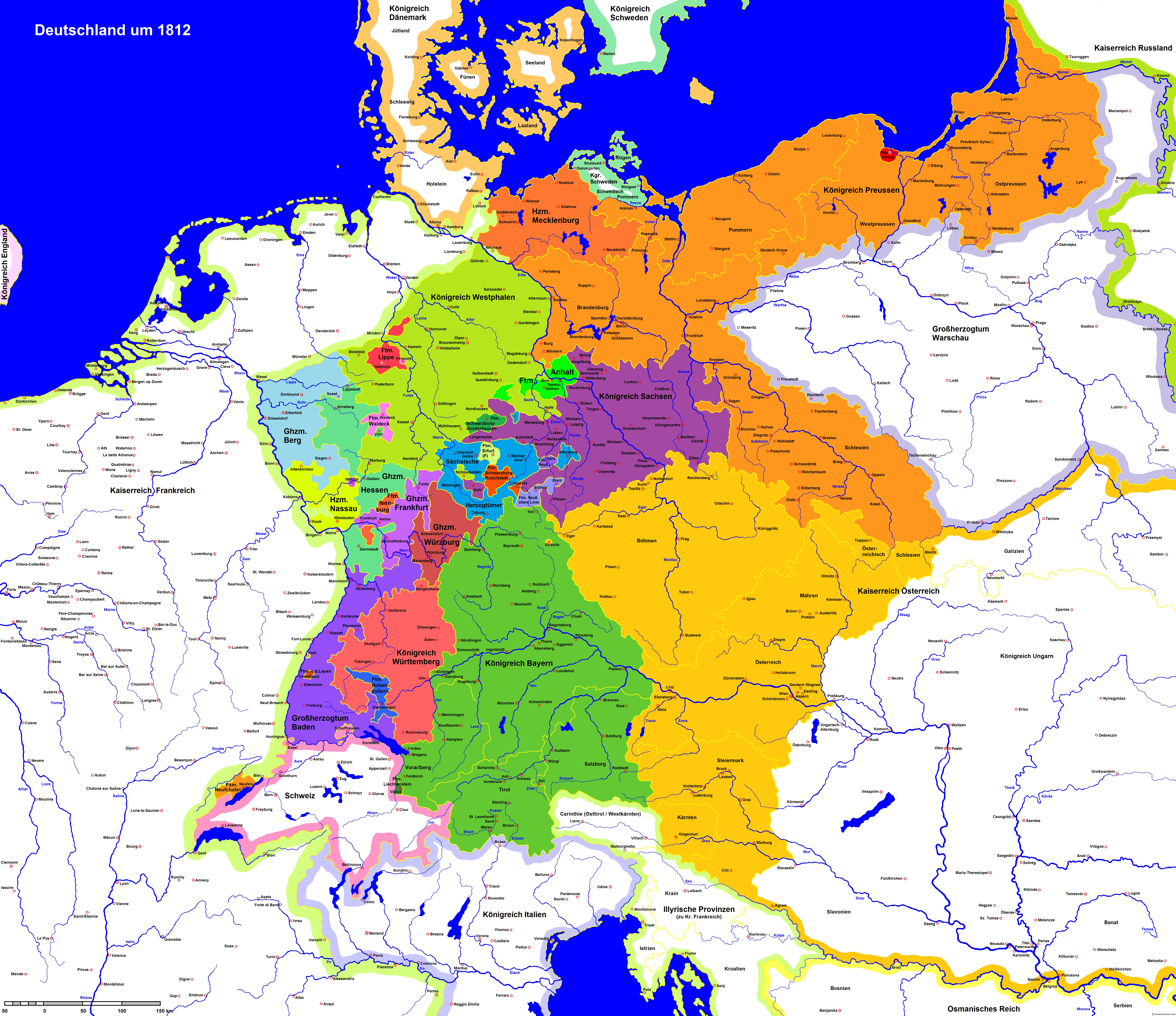
Deutschland 1812

Großbritannien war mit seiner Armee auf der iberischen Halbinsel der letzte Gegner Napoleons auf dem europäischen Kontinent. Die Seewege Europas sowie derjenige nach Indien (Mauritiusfeldzug) wurden von der britischen Flotte beherrscht, während Frankreich versuchte, die Wirtschaftsblockade gegen England durch die Kontrolle aller europäischen Festlandshäfen durchzusetzen.

## Die sechste Koalition
Wilkomir – Grodno – Mir – Ekau – Riga – Mogiljow – Ostrowno – Kobrin – Kljastizy – Gorodeczno – Smolensk – Polozk I – Walutino – Borodino – Moschaisk – Tarutino – Malojaroslawez – Polozk II – Wjasma – Dorogobusch – Tschaschniki – Ljachowo – Smoljany – Kaidanow – Krasnoi – Borissow – Beresina
Frühjahrsfeldzug 1813
Lüneburg – Möckern – Halle – Großgörschen – Gersdorf – Bautzen – Reichenbach – Nettelnburg – Haynau – Halberstadt – Luckau
Herbstfeldzug 1813

Großbeeren – Katzbach – Dresden – Hagelberg – Kulm – Dennewitz – Göhrde – Altenburg – Wittenberg – Wartenburg – Liebertwolkwitz – Leipzig – Torgau – Hanau – Hochheim – Danzig
Winterfeldzug 1814

Épinal – Colombey – Brienne – La Rothière – Champaubert – Montmirail – Château-Thierry – Vauchamps – Mormant – Montereau – Bar-sur-Aube – Soissons – Craonne – Laon – Reims – Arcis-sur-Aube – Fère-Champenoise – Saint-Dizier – Claye –  Paris
Sommerfeldzug von 1815

Quatre-Bras – Ligny – Waterloo – Wavre – Paris
Als Sechster Koalitionskrieg (1812–1814) lassen sich der Russlandfeldzug Napoleons und die Befreiungskriege zusammenfassen, wobei zu Beginn des Russlandfeldzuges noch nicht alle Koalitionspartner (Großbritannien, Russland, Preußen, Schweden, Österreich und zahlreiche deutsche Kleinstaaten) als Gegner Frankreichs beteiligt waren.

### Russlandfeldzug
Die Grande Armée überschritt am 23. Juni 1812 mit rund 600.000 Mann (darunter 150.000 Soldaten aus Preußen, Österreich, Bayern und dem Rheinbund) die Memel. Die russischen Truppen zogen sich tief ins Landesinnere zurück und hinterließen verbrannte Erde, während Napoleons Nachschubwege immer länger und anfälliger für Partisanen wurden. Die Schlacht bei Borodino am 7. September brachte hohe Verluste auf beiden Seiten, aber keine Entscheidung. Auch nach der Einnahme Moskaus am 14. September verweigerte Alexander I. einen Friedensschluss.
Mitte Oktober befahl Napoleon den Rückzug seiner stark geschrumpften Armee, die bis dahin bereits 275.000 Tote und 200.000 Gefangene zu verzeichnen hatte. Die verbliebenen Soldaten, die von den Russen wieder auf die verwüstete Smolensk-Route gezwungen wurden, sahen sich ständigen Angriffen ausgesetzt, was ihre Zahl weiter dezimierte; am Ende zählte die Armee nur noch rund 10.000 Mann. Im Dezember kehrte Napoleon nach Paris zurück. Der russische Sieg über die Franzosen wurde von Pjotr Iljitsch Tschaikowski in der Ouvertüre 1812 künstlerisch verarbeitet.

### Der Verlust Spaniens
In der Schlacht bei Vitoria am 21. Juni 1813 wurde die französische Herrschaft über Spanien endgültig gebrochen. Die Franzosen mussten sich über die Pyrenäen zurückziehen. Ludwig van Beethoven setzte der Schlacht zeitnah (Ende 1813) ein musikalisches Denkmal in seiner Komposition Wellingtons Sieg oder die Schlacht bei Vittoria.

### Befreiungskriege in Mitteleuropa

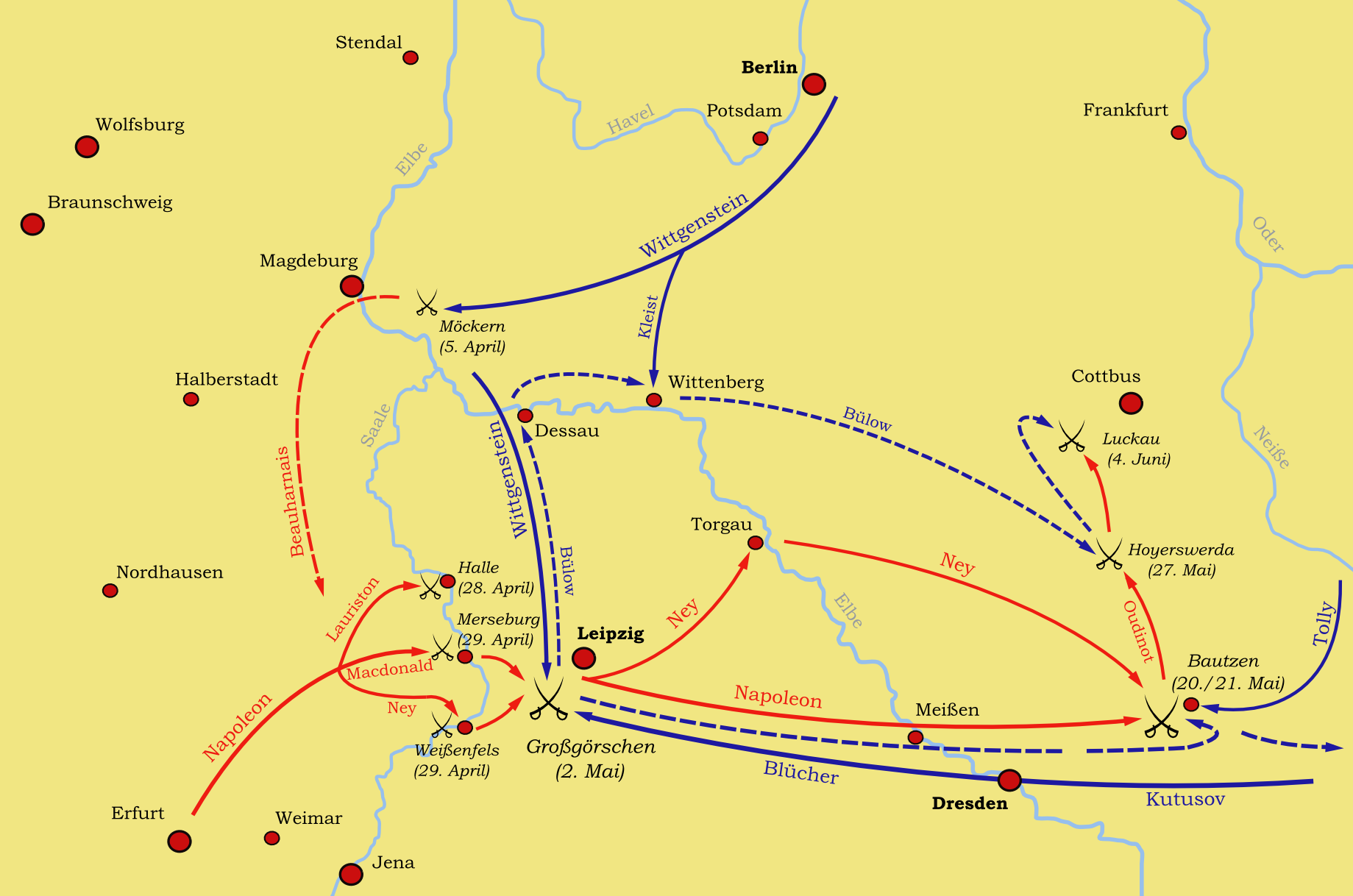
Feldzugsverlauf im Frühjahr 1813

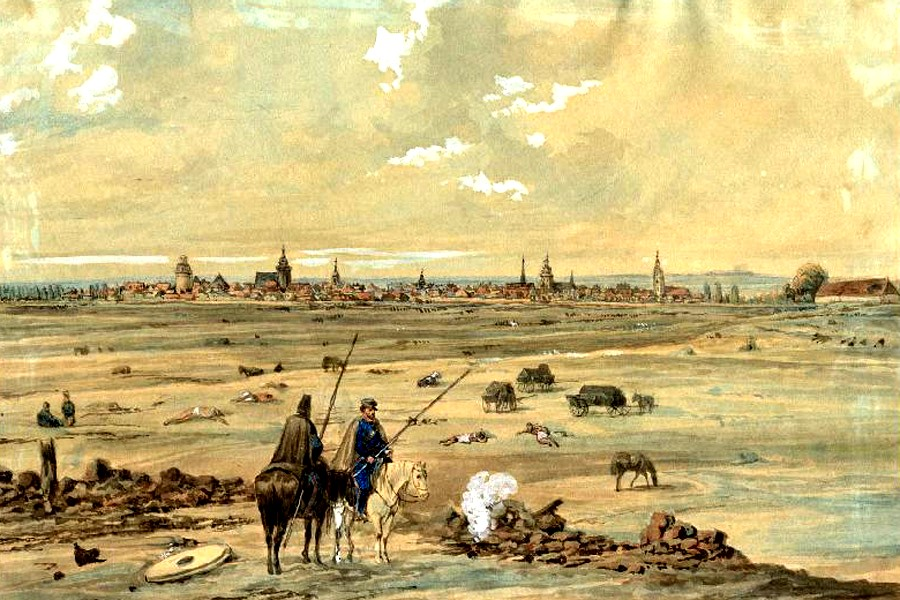
Blick auf das Schlachtfeld bei Leipzig (Gemälde von Ernst Wilhelm Straßberger)

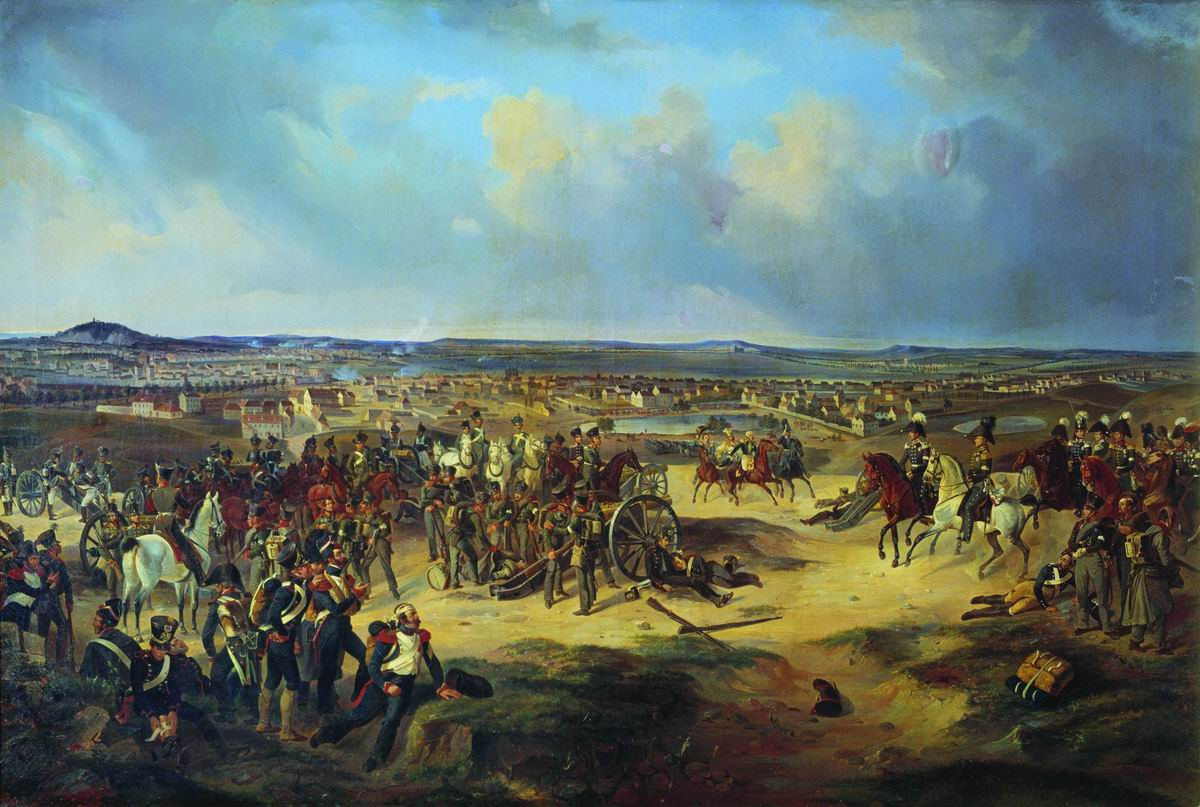
Schlacht um Paris am 25. März 1814 (Gemälde von Bogdan Willewalde, 1834)

Nach der Niederlage der Grande Armée in Russland begannen die Befreiungskriege. Preußen löste sich Ende Dezember 1812 in der Konvention von Tauroggen aus dem Bündnis mit Frankreich, verbündete sich im Februar 1813 im Vertrag von Kalisch mit Russland und nahm im März offen den Kampf gegen Frankreich und den Rheinbund auf. Wenig später trat Schweden unter Kronprinz Karl Johann der Allianz bei.
Unterdessen hatte sich in Norddeutschland, ausgehend von Ostpreußen, seit Januar 1813 eine vehement antifranzösische Stimmung ausgebreitet, die in eine offene Rebellion umschlug, als russische Reiterverbände über die Oder ausschwärmten. Ende Februar wurden davon auch die 1810 von Frankreich annektierten Hanseatischen Departements erfasst. Im März räumten die Franzosen Hamburg vor den anrückenden Russen. Im Mai schlug Napoleon in der Schlacht bei Großgörschen und in der Schlacht bei Bautzen die russisch-preußischen Truppen. Die Folge war Anfang Juni der Waffenstillstand von Pläswitz, der Österreich die Gelegenheit gab, im Friedenskongress von Prag einen Frieden zu vermitteln. Nachdem dies am Widerstand Napoleons gescheitert war, schloss Österreich sich dem preußisch-russisch-schwedischen Bündnis an. Bereits im Juli hatten sich die vier Verbündeten im Trachenberg-Plan auf eine gemeinsame Strategie geeinigt. Im Herbstfeldzug 1813 wurde Mitteldeutschland erneut zum Kriegsschauplatz.
In der kriegsentscheidenden Völkerschlacht bei Leipzig fügten im Oktober 1813 die verbündeten russischen, österreichischen, preußischen und schwedischen Truppen Napoleon eine Niederlage zu. Während der Rheinbund zerfiel, zogen sich die Franzosen nach Frankreich zurück. Es kam zum Vertrag von Chaumont am 9. März 1814, in dem die Verbündeten gelobten, niemals mit Napoleon Frieden zu schließen und die Bourbonen wieder auf den französischen Thron zu setzen.
Am 31. März nahmen die verbündeten Truppen Paris ein. Napoleon dankte am 6. April ab. Es folgte der Vertrag von Fontainebleau. Die Regentschaft der Bourbonen wurde wiederhergestellt und Napoleon nach Elba verbannt. Nach Beendigung der napoleonischen Herrschaft wurde von den Siegermächten der Wiener Kongress einberufen, um die Ordnung Europas nach alten, vorrevolutionären Maßstäben wiederherzustellen (Restauration).

### Rückkehr und endgültige Niederlage Napoleons
Quatre-Bras – Ligny – Waterloo – Wavre
Zu einem kurzen Nachspiel der Freiheitskriege kam es im Jahr 1815 (als der Kongress schon begonnen hatte), veranlasst durch Napoleons eigenmächtige Rückkehr aus der Verbannung („Herrschaft der Hundert Tage“). Nach rascher Neuorganisation der Grande Armée und einem letzten Sieg in der Schlacht bei Ligny wurde Napoleons Herrschaft durch seine Niederlage gegen das aus Briten, Niederländern und Deutschen zusammengesetzte alliierte Heer unter Arthur Wellesley, dem Duke of Wellington und die verbündete Streitmacht Preußens unter Gebhard Leberecht von Blücher in der Schlacht bei Waterloo endgültig beendet. Napoleon wurde auf Lebenszeit auf die britische Insel St. Helena verbannt.

## Nachwirkungen

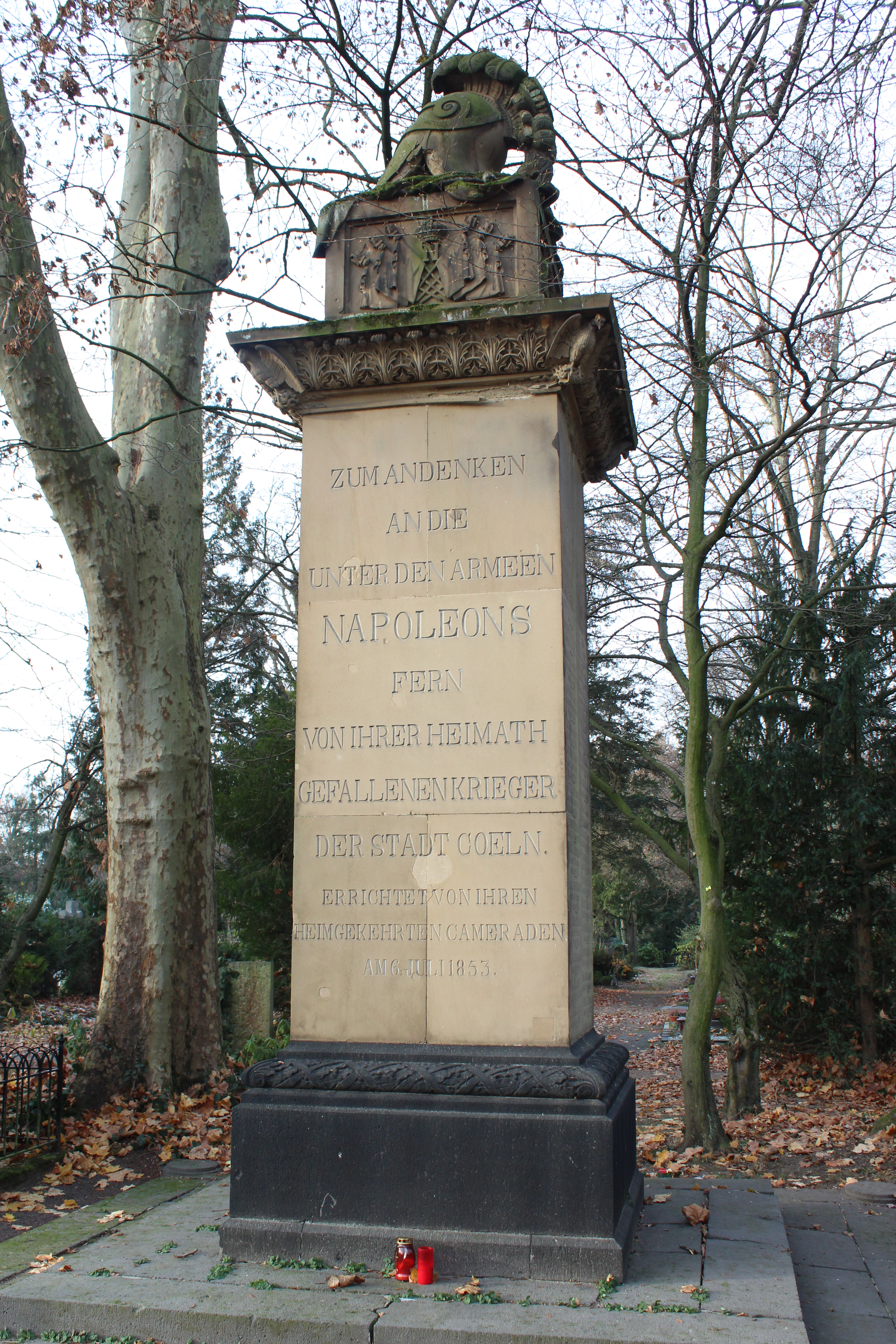
Napoleonstein auf dem Melaten-Friedhof in Köln: „Zum Andenken an die unter den Armeen Napoleons fern von ihrer Heimat gefallenen Krieger der Stadt Coeln. Errichtet von ihren Cameraden am 6. Juli 1853“

Die von Napoleon auf seinen Feldzügen eroberten europäischen Länder wurden auf Rechtsverkehr umgestellt – und einige blieben auch dabei, wie Deutschland. Die Länder der Donaumonarchie stellten nach Napoleons Rückzug freilich wieder auf den damals gewohnten Linksverkehr zurück. Die Napoleonischen Kriege haben auch Bedeutung als Anlass der ersten in der Reihe der größeren humanitären Hilfsaktionen der Geschichte mit transnationalem zivilgesellschaftlichen Gepräge.
Ab 1833 gründeten sich in den während der napoleonischen Herrschaft von Frankreich besetzten westdeutschen Ländern Veteranenvereine (die ersten Kriegervereine der deutschen Länder überhaupt), die besonders um die Jahrhundertmitte zahlreiche gleichartige Kriegerdenkmäler errichteten, die auch Napoleonsteine genannt werden. Sie stehen meist auf Friedhöfen und tragen die Namen und Lebensdaten der Veteranen. Die Steine drücken auch eine Verklärung der napoleonischen Herrschaft aus, die in diesen Regionen verbreitet war.

## Kritik am Begriff „Napoleonische Kriege“
Der polnisch-britische Historiker Adam Zamoyski hält den Begriff Napoleonische Kriege angesichts der Tatsache, dass England zum einen aus wirtschaftlicher Motivation heraus Frankreich im Jahr 1803 den Krieg erklärte und zum anderen alle nachfolgenden Koalitionskriege von England diplomatisch initiiert und finanziert wurden, für „irreführend“. Er plädiert dafür, sie als „Englische Kriege“ zu bezeichnen. So hatte Großbritannien, um eine französische Invasion auf die britischen Inseln abzuwenden und den Krieg nach Mitteleuropa zu verlagern, ab Beginn der Koalitionskriege nach Staaten auf dem europäischen Festland gesucht, die bereit waren, gegen Bezahlung (je 1,25 Millionen britische Pfund für 100.000 Soldaten) Krieg gegen Napoleon bzw. Frankreich zu führen. Während der sechs Koalitionskriege zahlte Großbritannien deswegen 65,8 Millionen Pfund an die europäischen Kriegspartner.